# Восьмая жена Синей Бороды
«Восьмая жена Синей Бороды» (англ. Bluebeard's Eighth Wife) — кинофильм режиссёра Эрнста Любича, вышедший на экраны в 1938 году. Экранизация одноимённой пьесы французского драматурга Альфреда Савуара, которая уже была экранизирована Сэмом Вудом в 1923 году.

## Сюжет
Николь де Луасель, дочь обнищавшего французского маркиза, знакомится на французской Ривьере с отдыхающим здесь американским мультимиллионером Майклом Брэндоном. Тот быстро влюбляется в острую на язычок девушку, однако та сомневается в серьёзности его чувств. Эти сомнения особенно усиливаются накануне свадьбы, когда она узнаёт, что Майкл уже был семь раз женат. После долгих уговоров отца Николь соглашается на брак, но на условии очень больших отступных, которые были прописаны в брачном контракте. Семейная жизнь у них тоже не задалась, поскольку жена решила обращаться с мужем как можно более формально и держать его на некотором удалении...

## В ролях
- Гэри Купер — Майкл Брэндон
- Клодетт Кольбер — Николь де Луасель
- Эдвард Эверетт Хортон — маркиз де Луасель
- Дэвид Нивен — Альбер де Ренье
- Элизабет Паттерсон — тётя Эдвига
- Герман Бинг — месье Пепинар
- Уоррен Хаймер — Кид Маллиган
- Франклин Пэнгборн — помощник управляющего отеля
- Арман Кортес — помощник управляющего отеля
- Рольф Седан — администратор универмага
- Лоренс Грант — профессор Урганзефф
- Лайонел Пейп — месье Потен
- Тайлер Брук — клерк
- Леон Эймс — бывший шофёр

В титрах не указаны
- Чарльз Хэлтон — месье де ла Косте
- Полин Гарон — покупательница